# Municipio de Benton (condado de Cedar)
El municipio de Benton (en inglés: Benton Township) es un municipio ubicado en el condado de Cedar en el estado estadounidense de Misuri. En el año 2010 tenía una población de 1087 habitantes y una densidad poblacional de 4,98 personas por km².

## Geografía
El municipio de Benton se encuentra ubicado en las coordenadas 37°40′15″N 94°0′22″O / 37.67083, -94.00611. Según la Oficina del Censo de los Estados Unidos, el municipio tiene una superficie total de 218.43 km², de la cual 217,93 km² corresponden a tierra firme y (0,23 %) 0,5 km² es agua.

## Demografía
Según el censo de 2010, había 1087 personas residiendo en el municipio de Benton. La densidad de población era de 4,98 hab./km². De los 1087 habitantes, el municipio de Benton estaba compuesto por el 98,25 % blancos, el 0,09 % eran afroamericanos, el 0,28 % eran amerindios, el 0,09 % eran asiáticos y el 1,29 % eran de una mezcla de razas. Del total de la población el 0,64 % eran hispanos o latinos de cualquier raza.